# 弗朗西斯科·莫斯克拉 (政治人物)

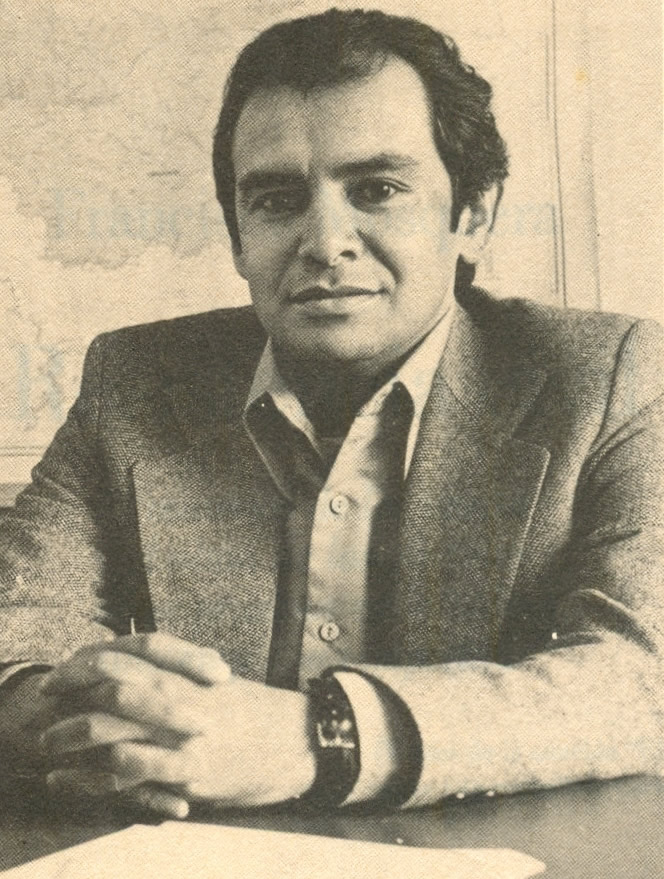
弗朗西斯科·莫斯克拉

弗朗西斯科·莫斯克拉·桑切斯（西班牙語：Francisco Mosquera Sánchez；1941年5月25日—1994年8月1日）是哥伦比亚的一个政治人物，为哥伦比亚劳动党（对外称“独立革命工人运动”）的创始人。

## 生平
1941年5月25日，莫斯克拉出生于彼德奎斯塔。他曾担任《自由先锋》报的专栏作者。后来，他搬到波哥大攻读大学学位，并在对自由主义失望后，于1963年前后加入农民学生工人运动。1969年9月14日，他创建哥伦比亚劳动党；1970年10月1日起，该党对外以“独立革命工人运动”的名义活动；他领导该党直至去世。1994年8月1日，他在波哥大去世，被安葬在波哥大中央公墓。

## 教育经历
莫斯克拉在桑坦德中学完成了高中最后两年学业，期间他开始参与政治，并领导了一场学生罢课运动，这场罢课波及了其他许多学校，甚至包括桑坦德工业大学。后来，他前往波哥大，在哥伦比亚国立大学攻读法律专业，短暂在《旁观者》报工作，几乎同时接触到马克思主义思想。在一次支持“Ecopetrol”石油公司工人罢工后，他被哥伦比亚国立大学开除，随后短暂就读于哥伦比亚外部大学。

## 思想
莫斯克拉的政治思想被称为“弗朗西斯科·莫斯克拉思想”。他最初支持自由主义，并对焦点主义持批评态度。1960年代初，他的思想逐渐向毛主义转变。根据乌雷戈·阿迪拉的说法，他反对在未满足特定条件下进行武装斗争，并反对使用绑架、敲诈勒索和恐怖主义等手段。

## 遗产
以他的名字命名了两个研究机构：弗朗西斯科·莫斯克拉工人培训和社会研究所和弗朗西斯科·莫斯克拉学院。